# Suquet

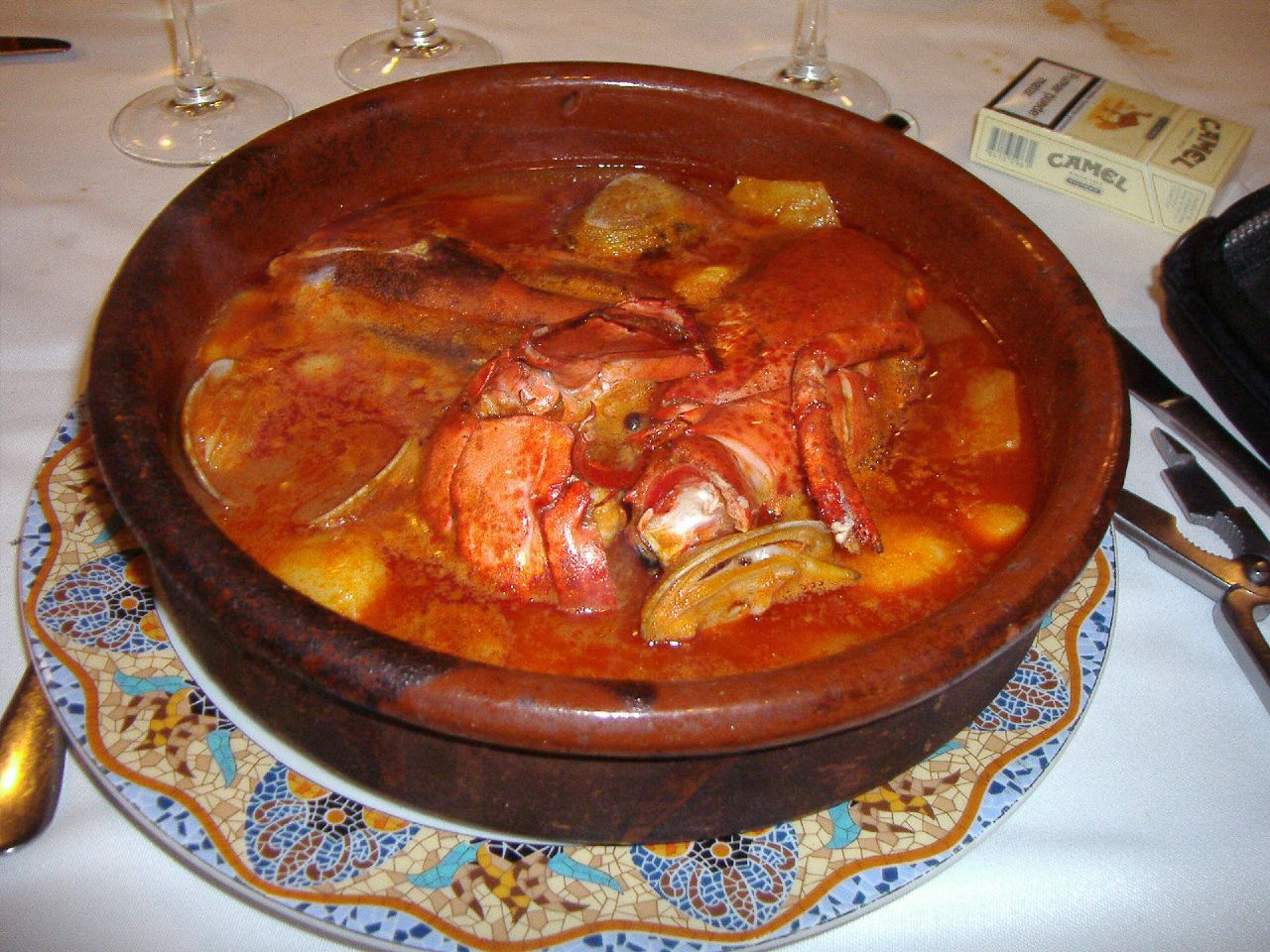
Suquet de peix.

La salsa suquet es una salsa típica de la costa mediterránea creada por los pescadores, que al acabar su jornada y a pie de barca, elaboraban un guiso sencillo para el que utilizaban los pescados que habían quedado algo maltrechos en las manipulaciones de pesca y los aderezaban con la salsa.
El suquet de peix, es un plato marinero común en las costas mediterráneas de Cataluña y Valencia, proviene de suc o jugo, y se usa habitualmente en Cataluña para referirse a las recetas de marisco y pescado.

## Características
De sabor intenso y un color rojizo debido al empleo en ciertas ocasiones de azafrán, se usa exclusivamente para preparar el tradicional "suquet de pescado". Para su preparación se emplea habitualmente tomate, ajo y patatas, se condimenta con pimentón. Puede incluir pimiento rojo y cebolla. También puede incorporar una picada en mortero de almendras tostadas, pan frito, perejil y ajos.

## Referencias

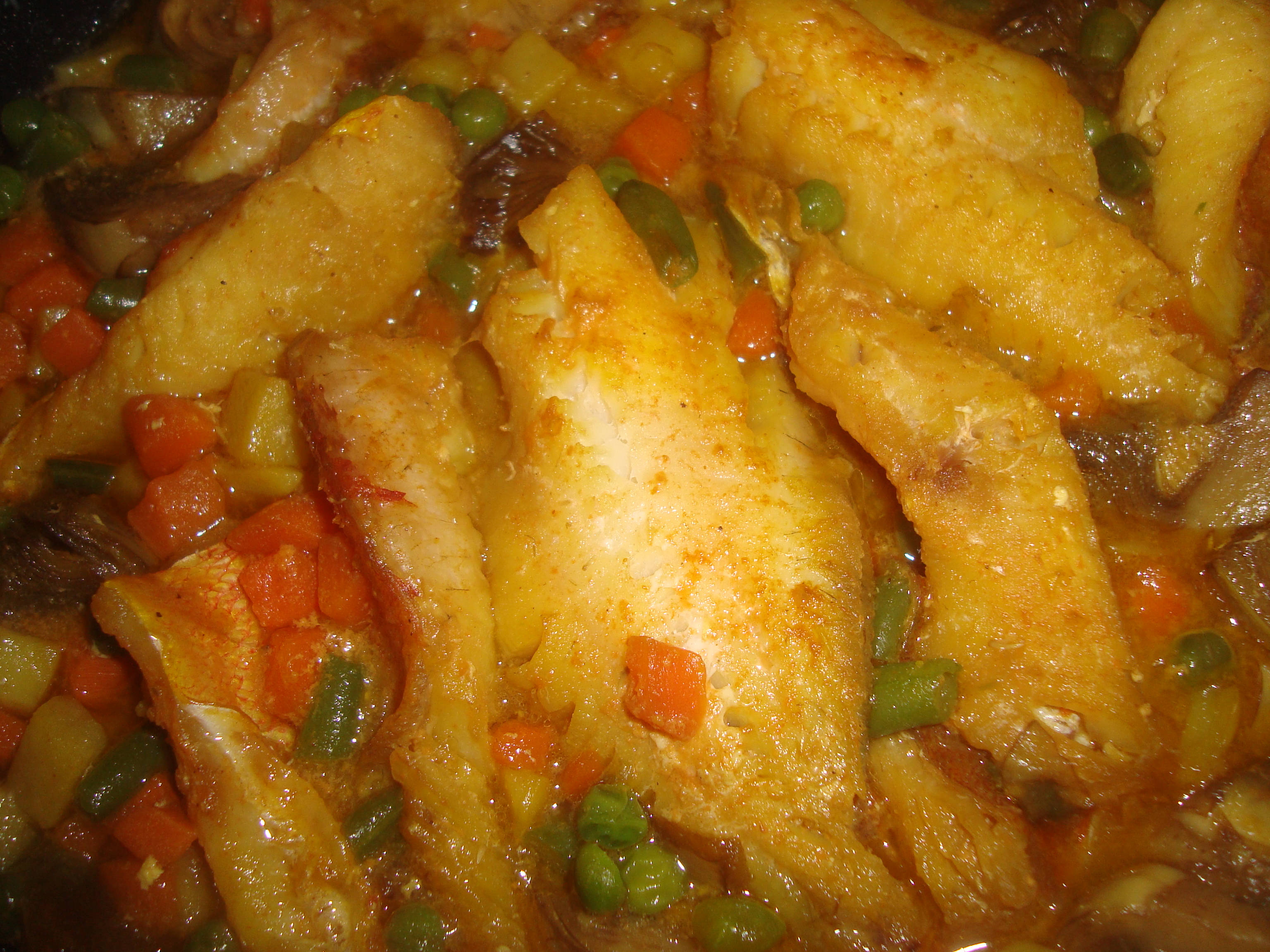
"Suquet" de pescado con verduras.